# Partido Republicano para a Independência e Desenvolvimento
O PRID (oficialmente Partido Republicano para Independência e Desenvolvimento) é um partido político da Guiné Bissau.

## História
O partido foi criado em março de 2008 como um rompimento do PAIGC que apoiou o presidente João Bernardo Vieira.  Liderado por Aristides Gomes, terminou em terceiro na  nas eleições legislativas de 2008, conquistando três assentos na Assembleia Nacional Popular. O partido tornou-se parte da coligação no governo. As eleições de 2014 viram o PRID perder os três assentos, enquanto António Afonso Té terminou em sétimo nas eleições presidenciais com 3% dos votos.